# Rabita Bakou
Maillots
Le Rabita Bakou est un club féminin de volley-ball azerbaïdjanais basé à Bakou qui évolue en Super Liqa lors de la saison 2014-2015.

## Historique
- 14 décembre 2001 : Création du Rabita Volleyball Club
- 2004 : refondation sous le nom de Rabita Bakou Volleyball Club

## Palmarès
- Ligue des champions
  - Finaliste : 2011
- Championnat du monde des clubs
  - Vainqueur : 2011
  - Finaliste : 2012.
- Championnat d'Azerbaïdjan (4)
  - Vainqueur : 2009, 2010, 2011, 2012, 2013, 2014[2]2015.

## Effectifs

### Saison 2014-2015
| No                                       | Nom                                      | Date de naissance                        | Taille                       | Poids                        | Poste                        |
| ---------------------------------------- | ---------------------------------------- | ---------------------------------------- | ---------------------------- | ---------------------------- | ---------------------------- |
| 1                                        | Wilma Salas Rosell                       | 9 mars 1991                              | 188                          | 61                           | Réceptionneur-attaquant      |
| 3                                        | Yelyzaveta Samadova                      | 3 mars 1995                              | 185                          | 72                           | Réceptionneur-attaquant      |
| 4                                        | Yoana Palacios Mendoza                   | 6 octobre 1990                           | 184                          | 67                           | Réceptionneur-attaquant      |
| 5                                        | Nataša Krsmanović                        | 19 juin 1985                             | 188                          | 70                           | Central                      |
| 6                                        | Tetori Dixon                             | 4 août 1992                              | 191                          | 83                           | Central                      |
| 7                                        | Gyselle de la Caridad Silva Franco       | 29 octobre 1991                          | 184                          | 70                           | Attaquant                    |
| 9                                        | Brenda Castillo                          | 5 juin 1992                              | 167                          | 55                           | Libero                       |
| 10                                       | Ana Yilian Cleger Abel                   | 27 novembre 1989                         | 183                          | 69                           | Passeur                      |
| 11                                       | Olena Hasanova                           | 25 novembre 1995                         | 188                          | 73                           | Central                      |
| 12                                       | Francesca Ferretti                       | 15 février 1984                          | 180                          | 70                           | Passeur                      |
| 13                                       | Nootsara Tomkom                          | 7 juillet 1985                           | 169                          | 57                           | Passeur                      |
| 14                                       | Krystsina Yagubova                       | 13 février 1996                          | 184                          | 69                           | Passeur                      |
| 16                                       | Foluke Akinradewo                        | 5 octobre 1987                           | 191                          | 76                           | Central                      |
| 17                                       | Katarzyna Skowrońska                     | 30 juin 1983                             | 189                          | 73                           | Attaquant                    |
| 18                                       | Dóra Horváth                             | 4 mars 1988                              | 186                          | 75                           | Réceptionneur-attaquant      |
| 19                                       | Haley Jacob                              | 4 décembre 1990                          | 165                          | 55                           | Libero                       |
|                                          |                                          |                                          |                              |                              |                              |
| Encadrement technique                    | Encadrement technique                    |                                          | Légende                      | Légende                      | Légende                      |
| Entraîneur : Zoran Gajić                 | Entraîneur : Zoran Gajić                 | Entraîneur : Zoran Gajić                 | : Capitaine                  | : Capitaine                  | : Capitaine                  |
| Entraîneur(s) adjoint(s) : Vasif Talybov | Entraîneur(s) adjoint(s) : Vasif Talybov | Entraîneur(s) adjoint(s) : Vasif Talybov | : Joueur blessé actuellement | : Joueur blessé actuellement | : Joueur blessé actuellement |

| Équipe type : Rabita Bakou                                                                                           |
| \| Ferretti · # 12 Salas · # 1 Akinradewo · # 16 Skowrońska · # 17 Horváth · # 18 Krsmanović · # 5 Castillo · # 9 \| |
| Ferretti · # 12 Salas · # 1 Akinradewo · # 16 Skowrońska · # 17 Horváth · # 18 Krsmanović · # 5 Castillo · # 9       |

| Ferretti · # 12 Salas · # 1 Akinradewo · # 16 Skowrońska · # 17 Horváth · # 18 Krsmanović · # 5 Castillo · # 9 |